# كارلو غاتي
كارلو غاتي هو رائد أعمال سويسري، ولد في 1817، وتوفي في 1878.